# Cacosternum parvum
The Mountain Caco hoặc Small Dainty Frog (Cacosternum parvum) là một loài ếch thuộc họ Petropedetidae.
Loài này có ở Lesotho, Nam Phi, và Swaziland.
Môi trường sống tự nhiên của chúng là vùng núi ẩm nhiệt đới hoặc cận nhiệt đới, đồng cỏ nhiệt đới hoặc cận nhiệt đới vùng ngập nước hoặc lụt theo mùa, đồng cỏ nhiệt đới hoặc cận nhiệt đới vùng đất cao, sông ngòi, sông có nước theo mùa, đầm nước, đầm nước ngọt, đầm nước ngọt có nước theo mùa, vùng đồng cỏ, các đồn điền, ao, và kênh đào và mương rãnh.